# 宮崎県道42号都城野尻線
宮崎県道42号都城野尻線（みやざきけんどう42ごう みやこのじょうのじりせん）は、宮崎県都城市から小林市に至る県道（主要地方道）である。

## 概要
都城市庄内町から小林市野尻町東麓に至る。

### 路線データ
- 起点：都城市庄内町（庄内交差点、宮崎県道31号都城霧島公園線交点）
- 終点：小林市野尻町東麓（小林市東仲町交差点、国道268号交点）

## 歴史
- 1976年（昭和51年）9月1日 - 宮崎県告示第948の2号により路線認定される[1]。
- 1993年（平成5年）5月11日 - 建設省から、県道都城野尻線が都城野尻線として主要地方道に指定される[2]。

## 路線状況

### 重複区間
- 宮崎県道45号御池都城線（都城市山田町山田）
- 国道221号（都城市高崎町大牟田・高崎総合支所入口交差点 - 都城市高崎町大牟田・江平口交差点）
- 宮崎県道414号有水高原線（都城市高崎町江平）

### 道路施設

#### 橋梁
- 高崎橋（高崎川、都城市）
- 椎屋大橋（岩瀬川、都城市 - 小林市）

## 地理

### 通過する自治体
- 宮崎県
  - 都城市 - 小林市

### 交差する道路
| 交差する道路                         | 市町村名 | 交差する場所 | 交差する場所              |
| ------------------------------------ | -------- | ------------ | ------------------------- |
| 宮崎県道31号都城霧島公園線           | 都城市   | 庄内町       | 庄内交差点 / 起点         |
| 宮崎県道420号中方限庄内線            | 都城市   | 庄内町       |                           |
| 宮崎県道45号御池都城線 重複区間起点  | 都城市   | 山田町山田   |                           |
| 宮崎県道45号御池都城線 重複区間終点  | 都城市   | 山田町山田   |                           |
| 宮崎県道46号高城山田線               | 都城市   | 山田町山田   | 西栫（にしかこい）交差点  |
| 宮崎県道417号牛之脛山田線            | 都城市   | 山田町山田   |                           |
| 宮崎県道413号祓川高崎線              | 都城市   | 高崎町大牟田 | 高崎小前交差点            |
| 国道221号 重複区間起点               | 都城市   | 高崎町大牟田 | 高崎総合支所入口交差点    |
| 国道221号 重複区間終点               | 都城市   | 高崎町大牟田 | 江平口交差点              |
| 宮崎県道414号有水高原線 重複区間起点 | 都城市   | 高崎町江平   |                           |
| 宮崎県道414号有水高原線 重複区間終点 | 都城市   | 高崎町江平   |                           |
| 国道268号                            | 小林市   | 野尻町東麓   | 小林市東仲町交差点 / 終点 |

### 交差する鉄道
- 吉都線

### 沿線
- 都城市立庄内中学校
- 都城市立山田中学校
- 都城市立山田小学校
- JR九州吉都線 東高崎駅
- 都城市立高崎小学校
- 都城市役所 高崎総合支所
- 都城市立高崎中学校
- 小林市立野尻小学校（終点付近）
- 小林市役所 野尻庁舎（終点付近）